# Campagna
Campagna is een gemeente in de Italiaanse provincie Salerno (regio Campanië) en telt 16.514 inwoners (1-3-2022). 
De volgende frazioni maken deel uit van de gemeente: Camaldoli, Folcata, Galdo, Mattinelle, Oppidi-Varano, Puglietta, Romandola-Madonna del Ponte, Quadrivio, Saginara, Serradarce, Santa Maria La Nova.

## Demografie
Campagna heeft 16.514 inwoners. Het aantal inwoners steeg in de periode 1991-2022 met 22,6% volgens volkstellingen van ISTAT. De oppervlakte bedraagt 135,4 km², de bevolkingsdichtheid is bijna 122 inwoners per km².
| Jaar | Inwoneraantal |
| ---- | ------------- |
| 1991 | 13.466        |
| 2001 | 15.311        |
| 2004 | 15.605        |
| 2013 | 16.527        |
| 2017 | 17.169        |
| 2022 | 16.514        |

## Geografie
De gemeente ligt op ongeveer 410 meter boven zeeniveau.
Campagna grenst aan de volgende gemeenten: Acerno, Contursi Terme, Eboli, Olevano sul Tusciano, Oliveto Citra, Postiglione, Senerchia (AV), Serre.

## Lokale evenementen
'A Chiena - Een jaarlijks terugkerend evenement in de maanden juli en augustus waarbij op gezette tijden het water uit de plaatselijke rivier Tenza wordt omgeleid door de hoofdstraat van Campagna. In vroeger tijden was dit de manier om de straat schoon te spoelen. Wanneer het gebruik is ontstaan is onbekend, maar de eerste officiële akte waarin over 'A Chiena wordt gesproken dateert van 1889. Nadat het gestopt was in de jaren 70, werd het tijdens het culturele festival van 1982 weer in gebruik genomen.
Op de zondagmiddagen dat het water door de straten stroomt, wordt iedereen nat gegooid met emmers die gevuld worden met het stromende water, dit wordt "Secchiata" genoemd. 'A Chiena wordt traditiegetrouw afgesloten met 'Chiena di mezzanotte' (Chiena om middernacht).

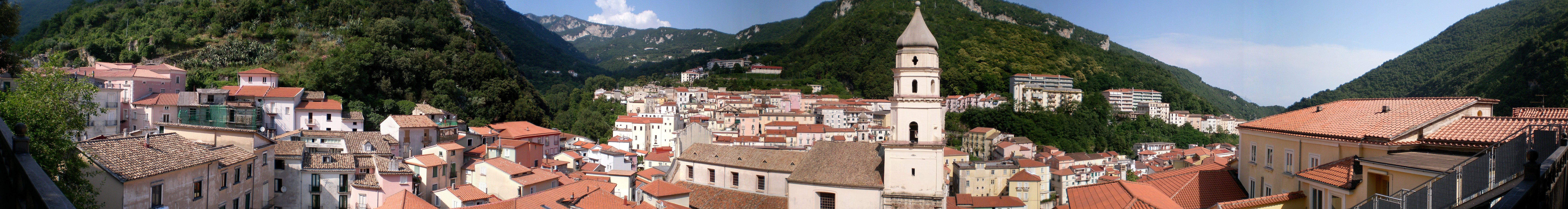